# Solen de Chartres
San Solen de Chartres(a veces escrito Solène o Solenne en francés; o Solemnis en latín e inglés) fue obispo de Chartres durante el reinado del rey franco Clodoveo I. Considerado póstumamente como santo cristiano, aparece en los Acta Sanctorum (Volumen VII, 57) del 25 de septiembre.

## Hagiografía

### Biografía
Fue elegido obispo de Chartres en 483[cita requerida], pero decidió retirarse como ermitaño y nombrar a su hermano Aventino en su lugar. Sin embargo, ante el descontento de los habitantes de Chartres que consideraron esta acción como una huida, regresó y separó una parte de la diócesis de Chartres para crear uno nuevo para los alrededores de Châteaudun, nombrando a su hermano como su primer obispo.

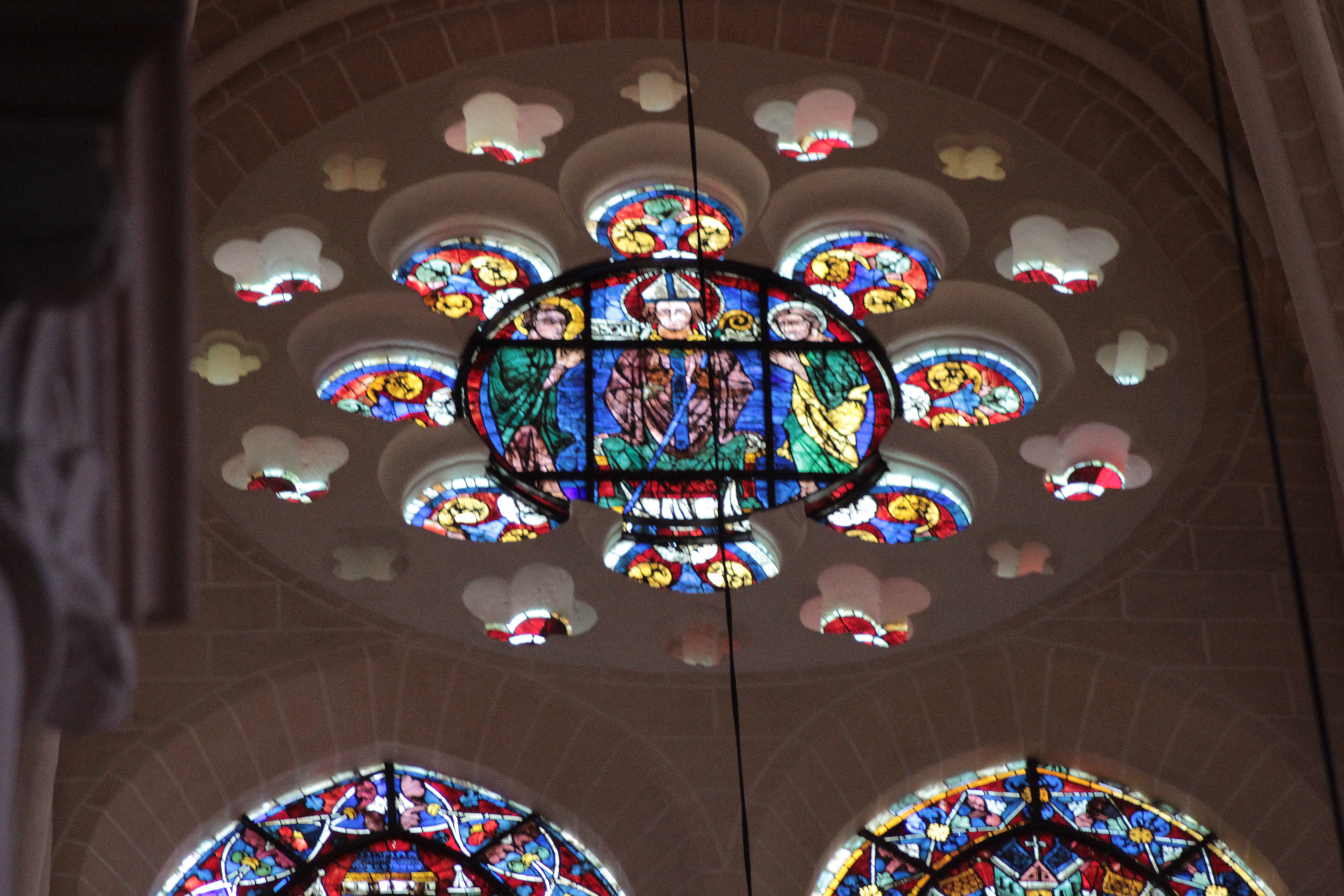
Vitral de Solen, en la catedral de Nuestra Señora de Chartres.

Junto con sus homólogos San Gastón de Arrás y San Remigio de Reims, San Solen fue uno de los altos dignatarios religiosos que contribuyeron a la conversión de Clodoveo I al cristianismo. Luego, asistió a Remigio en el bautismo de Clodoveocirca el 500 y se convirtió en el catequista personal del primer rey de todos los Francos de la Historia.
Falleció alrededor o entre el 508y el 511o en 533,[cita requerida] en su monasterio en Maillé (hoy en día Luynes, Indre y Loira).

### Milagros

#### La inmovilización de sus reliquias
Cuando su hermano Aventino lo sucedió como obispo de Chartres, este último habría solicitado el traslado del cuerpo de Solen a su ciudad de origen, Chartres. Después de obtener el acuerdo del obispo de Tours, el convoy funerario bordeó el río Loira hasta Blois, donde encontraron refugio en la iglesia de San Pedro.Al día siguiente, se habría hecho imposible para los fieles llevar el sepulcro, y Solen se habría aparecido a su hermano para pedirle ser enterrado en la iglesia de Blois.
De este relato probablemente legendario, solo parece verídico el hecho del traslado de las reliquias de Maillé a Blois.

### Veneración y reliquias
San Solen es celebrado el día 25 de cada septiembre.
A su muerte, el cuerpo de Solen fue enterrado en el monasterio de Maillé, pero se trasladaron sus restos a Blois alrededor del año 980 bajo el impulso de la condesa Luitgarda de Vermandois, viuda del conde Teobaldo I de Blois,así como de sus hijos, el conde Odón I y el arzobispo Hugo de Bourges.

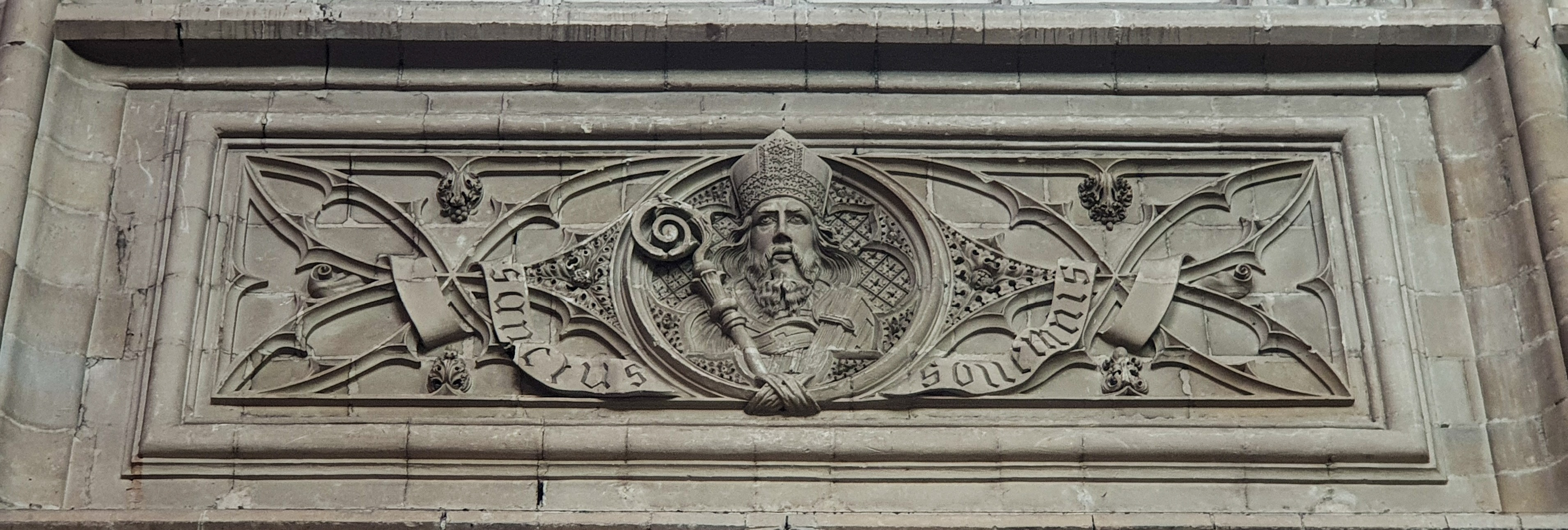
Bajorrelieve de San Solen, en la catedral de Blois.

Aunque los hugonotes destruyeron las reliquias en 1568(en el contexto de las Guerras de religión), la cripta dedicada al santo sigue existiendo en la actual catedral de San Luis de Blois.

## Toponimia
La catedral de San Luis en Blois llevó el nombre de iglesia de San Solen desde los años 980 hasta el 1697, cuando la diócesis de Blois se emancipó de la de Chartres. Desde entonces, solo la primera capilla lateral a la izquierda y la cripta están dedicadas a él.

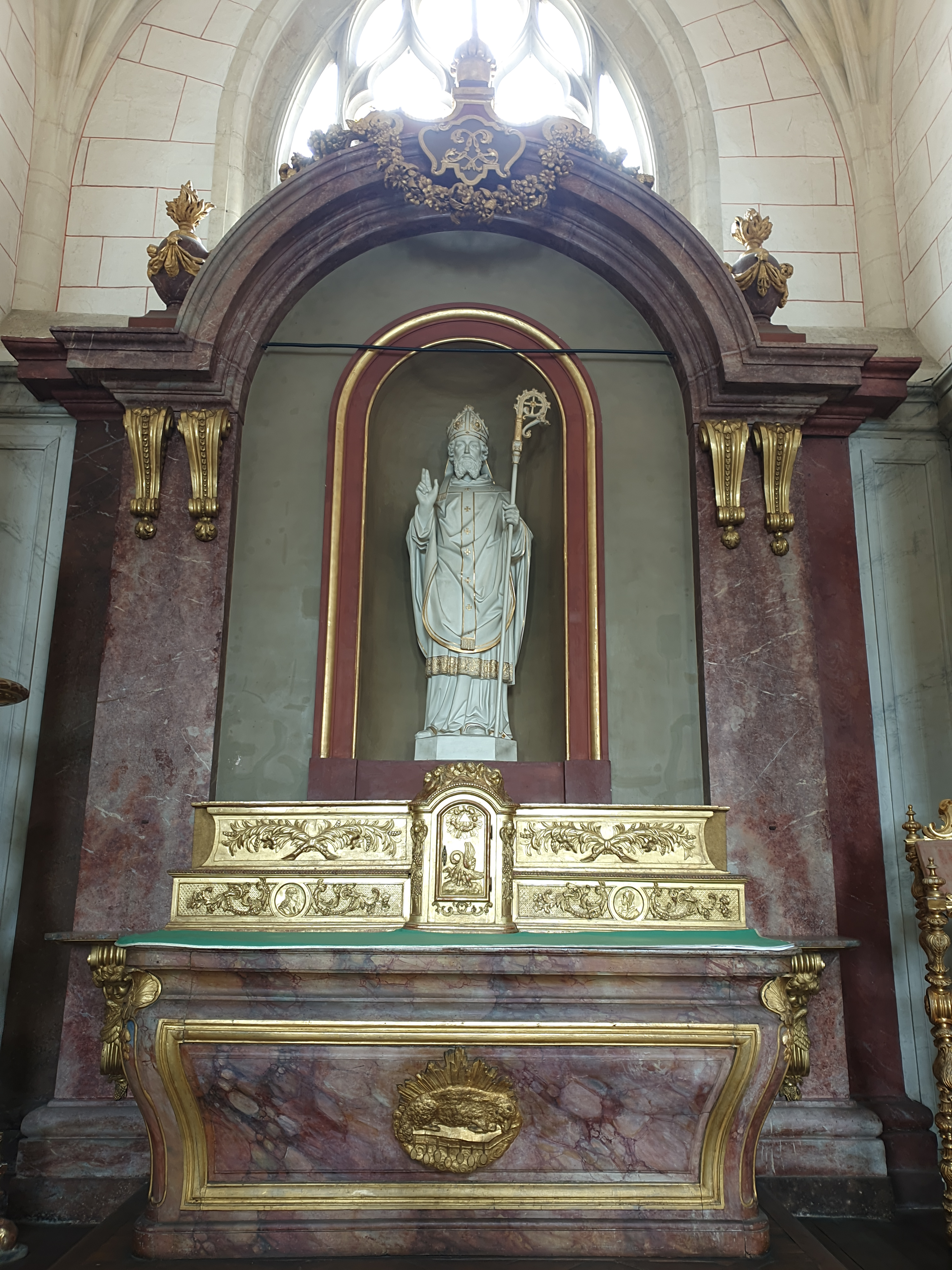
Actual capilla de San Solen, en la catedral de San Luis de Blois.